# Antidythemis
Antidythemis ist eine Libellengattung der Unterfamilie Pantalinae, über die 1889 von William Forsell Kirby eine Erstbeschreibung verfasst wurde. Das Verbreitungsgebiet erstreckt sich vornehmlich über die Amazonas-Region.

## Merkmale
Antidythemis-Arten sind relativ groß und erreichen 48 bis 50 Millimeter Körperlänge. Ihr Pterothorax ist rötlich dunkelbraun, seltener auch mit bläulich grünem Schimmer, ihr Abdomen ist dunkelbraun bis schwarz gefärbt. Die Flügel sind bis auf einen größeren braunen Fleck an der Basis der Hinterflügel durchsichtig. Das Pterostigma erstreckt sich über vier bis fünf Zellen und ist vergleichsweise lang, was eine Unterscheidung zur sehr ähnlichen Gattung Tramea zulässt, denn dort ist das Pterostigma deutlich kürzer. Ein nur in dieser Gattung zu findendes Merkmal ist das Dornenpaar, das auf dem distalen Segment der Vesica spermalis angeordnet ist.

## Systematik
Die Gattung wurde erstmals 1889 anhand der in derselben Veröffentlichung  zum ersten Mal beschriebenen Antidythemis trameiformis durch Kirby beschrieben. Heute umfasst die Gattung mit Antidythemis nigra eine zweite Art, allerdings ist umstritten, ob es sich dabei wirklich um zwei verschiedene Arten handelt, oder ob es nur zwei verschiedene Altersstufen der gleichen Art sind, wie Jürg De Marmels 1993 vorschlug.